# Slavko Puljek
Slavko Puljek  (Krapina, 16. ožujka 1924. – Valpovo, 4. ožujka 1995.), samouki kipar i slikar. Likovnim radom započeo 1970, a izlaže od 1975. godine. Izlagao na dvadesetak skupnih i petnaestak samostalnih izložbi u Valpovu, Belišću, Banjoj Luci, Belom Manastiru, Brođancima, Ernestinovu, Našicama, Osijeku, Rotterdamu, Tuzli i drugdje. Sudjelovao u radu likovnih kolonija u Belišću, Ernestinovu, Lukavcu i Petrovcima. Bio član likovnog društva "Likar" u Osijeku i grupe "Malta" u Valpovu. Za svoja ostvarenja primio više priznanja i diploma. Prof. Juraj Baldani uvrstio ga u knjigu "100 slikara i kipara" (Zagreb, 1985).
Iako se oprobao radeći u gipsu, kamenu i slikajući kroz dvadesetogodišnju prisutnost u likovnom životu Valpovštine, ostat će zapamćen prvenstveno po svojim skulpturama i reljefima.